# Плавучий док

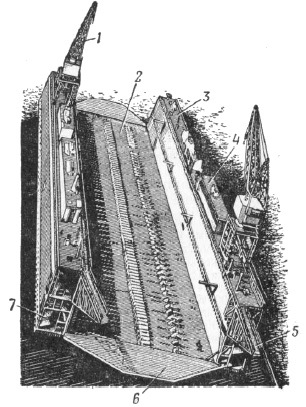
Плавучий док: 1 — кран; 2 — стапель-палуба; 3 — башня; 4 — надстройка; 5 — переходный мостик; 6 — консольная площадка (авандек); 7 — служебные и жилые помещения

Плавучий док (сокр. плавдок) — судоремонтное сооружение технического флота, предназначенное для подъёма из воды судна, находящегося на плаву, его ремонта (или транспортировки) и спуска на воду.
Бывает самоходным, если способен передвигаться по водной поверхности без помощи буксира, и несамоходным. Плавучий док обычно имеет вид прямоугольного горизонтального понтона с одной, двумя или тремя вертикальными полыми стенками, образующими конструкцию, напоминающую по форме ящик.
Система насосов и клапанов посредством приёма и откачки воды из балластных цистерн, расположенных внутри понтона и стенок, позволяет доку притапливаться и всплывать с судном или другим плавучим предметом, зафиксированным на доковой палубе. Этот процесс ещё называют «докованием».

## Конструкция

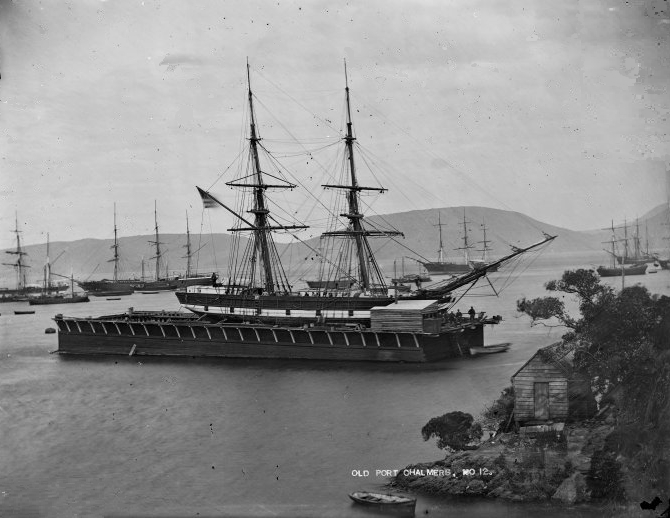
Американский бриг в плавучем доке, 1870-е годы

Плавучий док состоит из понтона, который разделён продольными и поперечными переборками на балластные отсеки. В понтоне располагают балластные насосы. При приёме (откачке) забортной воды в эти отсеки понтон погружают (поднимают из воды). Для обеспечения остойчивости понтона в подводном положении вдоль длинной стороны понтона имеются водоизмещающие башни (стены) такой высоты, что при погружении понтона верхняя часть башен остаётся над водой. На палубе понтона — стапель-палубе — оборудуют доковые опорные устройства (ДОУ, исторически — кильблоки) для установки судна, верхняя поверхность которых соответствует обводам судна. После погружения плавучего дока в воду на достаточную глубину судно с помощью швартовных и специальных устройств, находящихся на верхней палубе дока — топ-палубе, вводят между башнями дока и устанавливают над ДОУ. При откачке воды из балластных отсеков плавучий док начинает всплывать до соприкосновения ДОУ с днищем судна. Избыточная плавучесть системы, получаемая за счёт откачки воды из балластных отсеков дока, позволяет достичь положения, при котором полностью осушают подводную часть судна и стапель-палубу. 

## Разновидности плавучих доков

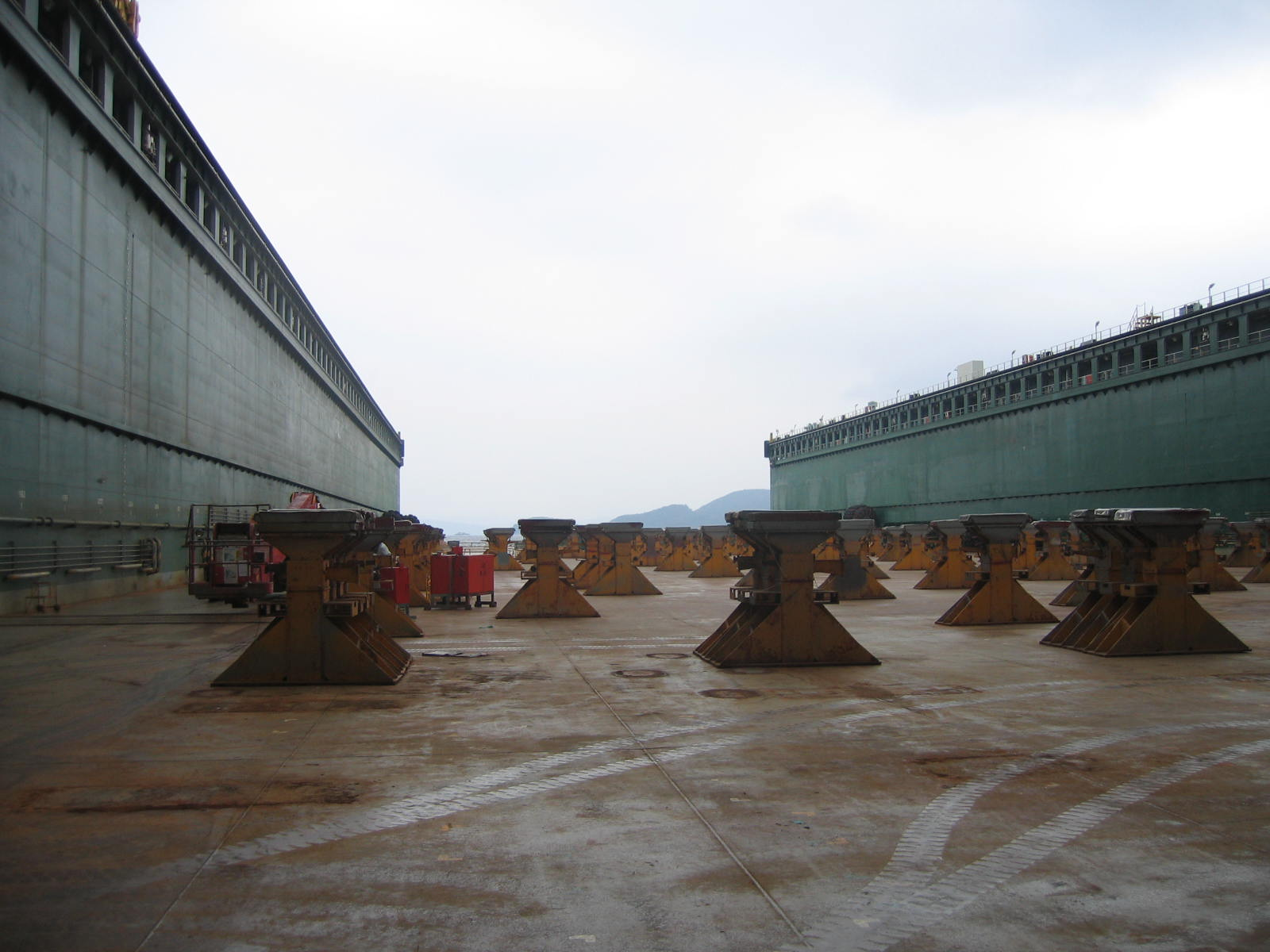
Вид плавучего дока с доковой палубы, на которой установлены кильблоки

### По устройству
Для более удобного доступа к судну некоторые плавучие доки имеют только 1 башню. Остойчивость при погружении в этом случае обеспечивают поплавками, шарнирно соединёнными с башней. Существуют плавучие доки без башен — докотопонтоны; их остойчивость при погружении обеспечивают другим плавдоком. Существуют комплексы — докотоматки, состоящие из нескольких докотопонтонов и 1 плавучего дока. Для суровых климатических условий создают доки-эллинги, имеющие крышу и закрытия с торцов. На некоторых плавучих доках башни в одной из оконечностей соединяют водонепроницаемой переборкой, а в другой предусматривают съёмное водонепроницаемое закрытие (батопорт), которое открывают на момент ввода судна и закрывают перед всплытием дока. Воду при этом откачивают не только из балластных отсеков, но и из образовавшейся между башнями камеры. Такие доки называют «плавдоками с доковой камерой». 

### По назначению
По назначению различают 3 типа плавучих доков: 
- Ремонтные, имеющие развитые средства механизации для ремонтных работ, сварочное и газорезательное оборудование, устройства для очистки и окраски наружной поверхности судна
- Передаточные, служащие для спуска судна на воду с горизонтального стапеля
- Транспортные, предназначенные для транспортировки судов и других плавучих сооружений через акватории с ограничениями по осадке или по мореходным условиям, имеющие упрощённые обводы, рулевые устройства или средства активного управления

## Общие сведения
Ремонт плавучих доков осуществляют методом самодокования. Наибольшее распространение этот метод ремонта получил для доков, у которых понтон состоит из отдельных частей (количество таких частей-понтонов — от 4 до 10, ширина каждой равна ширине дока, а длина меньше ширины стапель-палубы). Самодокование проводят поочерёдным отсоединением этих понтонов от башен и их докованием в этом же доке аналогично докованию судна. Существуют плавучие доки, называемые секционными, у которых не только понтон, но и башни выполнены по длине из отдельных секций. Разновидностью секционных доков являются 3-секционные доки. Концевые секции дока такого типа имеют ширину большую, чем средняя секция. Современные плавучие доки имеют комплекс устройств для механизации докования, системы дистанционного управления и контроля, обладают разной автономностью и степенью обитаемости. Грузоподъёмность плавучих доков достигает 100 тысяч тонн, длина — 300 метров, ширина стапель-палубы — 60 метров. Масса плавучих доков с доковой камерой на 30-40 % меньше, чем у обычных доков равной грузоподъёмности. В зависимости от размеров камеры масса плавучего дока с 2 башнями составляет 1-0,4 массы докуемого судна. Чем больше грузоподъёмность, тем меньше это отношение.